# Bernadett Németh
Pour les articles homonymes, voir Németh.
Bernadett Németh, née le 31 mars 1980 est une joueuse hongroise de basket-ball.

## Biographie
En 2012, elle est la pigiste médicale à Lyon de Mélanie Plust, puis d'Audrey Sauret-Gillespie,,.

## Clubs
- 2004-2006 : Zala Volán (Hongrie)
- 2006-2008 : Sopron (Hongrie)
- 2008-2010 : Szeviép Szeged (Hongrie)
- 2010-2011 : Szeviep Szeged (Hongrie) puis Sopron (Hongrie)
- 2011-2012 : Sopron (Hongrie) puis Košice (Slovaquie)
- 2012-2013 : Lyon